# An Khánh, Châu Thành (Bến Tre)
An Khánh đã được nhập toàn bộ diện tích tự nhiên và quy mô dân số của xã An Khánh vào thị trấn Châu Thành. Tên đơn vị hành chính mới là thị trấn Châu Thành, huyện Châu Thành, tỉnh Bến Tre, Việt Nam.

## Địa lý
Xã An Khánh có vị trí địa lý:
- Phía đông giáp thị trấn Châu Thành và xã Tân Thạch
- Phía tây giáp xã Phú Túc
- Phía nam giáp xã Tam Phước và xã Tường Đa với ranh giới là sông Ba Lai
- Phía bắc giáp tỉnh Tiền Giang với ranh giới là sông Mỹ Tho.

Xã An Khánh có diện tích 11,93 km², dân số năm 2020 là 9.723 người, mật độ dân số đạt 815 người/km².

## Hành chính
Xã An Khánh được chia thành 8 ấp: An Mỹ, An Phú, An Phú Thạnh, An Thạnh, An Thới A, Phước Thạnh, Phước Tự, Phước Xuân.

## Lịch sử
Cuối thế kỷ 19 hai làng Phước Khánh và An Hồ được sáp nhập và đặt tên là làng An Khánh.